# إدوارد بيرلنغيم هيل
إدوارد بيرلنغيم هيل (بالإنجليزية: Edward Burlingame Hill)‏ هو ملحن أمريكي، ولد في 9 سبتمبر 1872 في كامبريدج في الولايات المتحدة، وتوفي في 9 يوليو 1960 في نيوهامبشير في الولايات المتحدة.

## وصلات خارجية
- إدوارد بيرلنغيم هيل على موقع أوليمبيديا (الإنجليزية)

- إدوارد بيرلنغيم هيل على موقع ميوزك برينز (الإنجليزية)
- إدوارد بيرلنغيم هيل على موقع أول ميوزيك (الإنجليزية)
- إدوارد بيرلنغيم هيل على موقع ديسكوغز (الإنجليزية)